# Liras de Ur

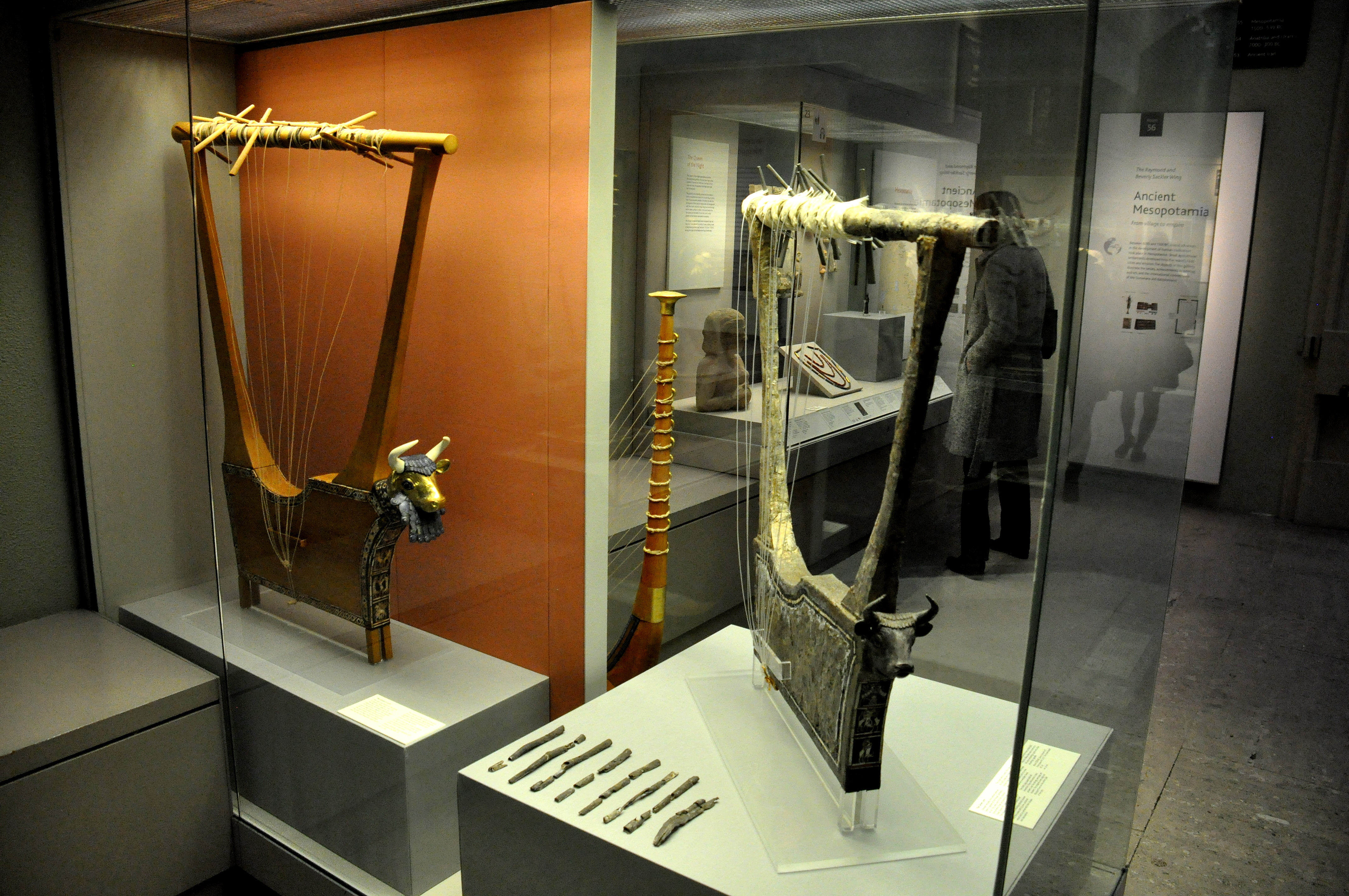
Liras de Ur, expuestas en el Museo Británico.

Las liras de Ur, también llamadas arpas de Ur, están consideradas como los instrumentos de cuerda más antiguos. Datan del año 2400 a. C. y fueron elaborados en época de la civilización sumeria, que se considera la primera y más antigua civilización de la historia, que se extendió por el sur de Mesopotamia, en la zona de los ríos Tigris y Éufrates (actual Irak). Concretamente forma parte del Período Dinástico Arcaico, un período arqueológico de la historia de Mesopotamia entre el año 3000 a. C. y el 2334 a. C.

## Hallazgo e historia

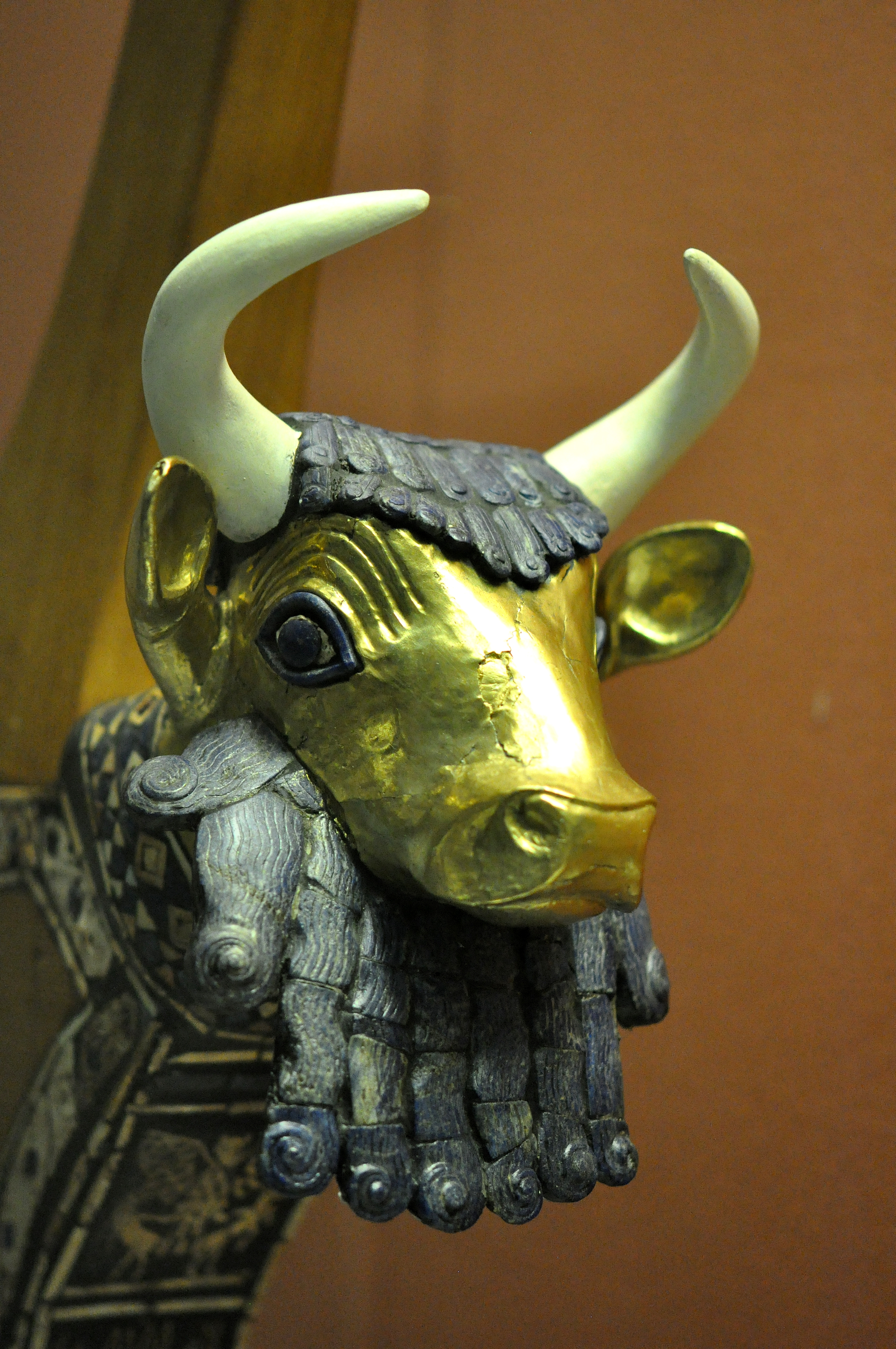
Detalle de la cabeza de toro que decora una de las liras, encontrada en la tumba de la reina Puabi en Ur.

En 1929, durante unas excavaciones llevadas a cabo por el arqueólogo británico Leonard Woolley, en las "tumbas reales de Ur", fueron halladas tres liras y un arpa. Dos de ellas formaban parte del ajuar funerario situado en la tumba de la reina Puabi, que forman parte de las ruinas de la antigua ciudad sumeria de Ur, ubicadas cerca de la ciudad de Tell el-Mukayyar, a 16 km de Nassiriya, en Irak.
La "Lira Dorada" o "Lira del Toro" está considerada la más elegante, y fue guardada en el Museo Nacional de Irak hasta el año 2003, cuando fue prácticamente destruida durante la invasión. Una réplica fue reconstruida gracias a la ayuda internacional y la colaboración de entidades como la Universidad de Loughborough o el instituto West Dean College. De la lira original fue recuperada la cabeza de toro.
La "Lira de la Reina" fue una de las dos halladas junto a la reina Puabi, y se conserva en el Museo Británico.
Un arpa en forma de barco y otra lira con una cabeza de toro de oro (similar a las de la reina) se guardan en el Museo de Arqueología y Antropología de la Universidad de Pensilvania.

## Características
- Forma: Lira de 11 secuencias con ornamento de cabeza de toro barbado.
- Altura: 1,20 metros
- Material: madera mixta e incrustaciones de nácar, cornalina, lapislázuli y oro.